# Der Scheiterhaufen
Der Scheiterhaufen ist ein deutscher Spielfilm aus dem Jahre 1945. Unter der Regie von Günther Rittau spielt Ewald Balser die Hauptrolle eines Amtsrichters. Der Film blieb unvollendet.

## Handlung
Die Geschichte erzählt von den Erlebnissen eines einfachen Richters in einer fiktiven, deutschen Kleinstadt auf dem Land.

## Produktionsnotizen
Die Dreharbeiten begannen Anfang Januar 1945. Bei Ende des Zweiten Weltkriegs waren rund 75 Prozent des Filmes abgedreht.
Die Entwürfe der Bauten stammen von Otto Hunte und Karl Vollbrecht, die mit diesem Streifen ihre langjährige Teamarbeit beendeten.